# Radar (band)
 For alternative betydninger, se Radar (flertydig). (Se også artikler, som begynder med Radar)
Radar var et dansk/irsk/italiensk/engelsk new wave band, der eksisterede i 1979-1980. Det spillede en hvis rolle på den tidlige danske punkscene. Bandmedlemmerne var bosat i Danmark.
Radar ser ud til, at have debuteret i Rockmaskinen den 25. maj 1979. Bandet spillede bl.a. til den stort anlagte punkfestival Concert of the Moment i 1979 og medvirker på Concert of the Moment live-LP'en fra 1980 med numrene "Someone New", "Montmartre" og "Fright". Radar spillede også bl.a. til arrangementet “New Wave Nite” i Rockmaskinen den 22. marts 1980.
Bandet spillede enkeltkoncerter i bl.a. Saltlageret, Rockmaskinen og Huset i Magstræde m.fl. sammen med andre bands på den tidlige danske punkscene som bl.a. Brats, No Knox, Ballet Mécanique, D-Day og Gate Crashers, og desuden koncerter i Berlin og i Helsingborg
Udover at medvirke på Concert of the Moment udsendte Radar 7" singlen "Up to You/ Night Time Woman" i 1980 på pladeselskabet Better Day Records, der i samme år udsendte Ballet Mécaniques debutsingle "Avenues of Oblivion".
Radar var inspireret af bl.a. Elvis Costello, The Specials, The Clash, Sex Pistols, Nick Lowe, Dave Edmunds og Eddie and the Hot Rods m.fl.
Medlemmerne i Radar var Jim Hart (vokal og guitar), Walter Clerici (guitar), Claus de Luca (guitar), Kevin Broadbery (bas) og Michael Illo Rasmussen (trommer, også i Before og The Sandmen).
Bandet skiftede i 1980 navn til "The File" under hvilket de spillede opvarmning til The Clash i Idrætshuset på Østerbro i København den 14. maj 1981.

## Medlemmer
- Jim Hart (vokal, guitar)
- Walter Clerici (guitar)
- Claus de Luca (guitar)
- Kevin Broadbery (bas)
- Michael Rasmussen (trommer)

## Diskografi
- Up to You/ Night Time Woman, 7" Single 1980 (Better Day Records / Bet 3)
- Concert of the Moment, 12" 3xLP live comp. 1980 (Irmgardz / IRMG02)

Gæsteoptræden
- Concert of the Moment , MC 1980 (Irmgardz / IRMG K502)